# Шичков, Игорь Алексеевич
Игорь Алексеевич Шичков (21 февраля 1931, Нижний Новгород — 26 октября 2011, Киев) — советский хоккеист, центральный нападающий, и тренер.

## Биография
Родился 21 февраля 1931 года в Нижнем Новгороде.
Окончил Горьковский педагогический институт по специальности «преподаватель физического воспитания».
Большую часть игровой карьеры провёл в Горьком: в 1947—1950 годах выступал за «Динамо», в 1950—1963 годах — за «Торпедо». В составе автозаводцев провёл десять сезонов в высшей лиге, забросил 137 шайб. В сезоне-1957/58 с 21 шайбой стал лучшим снайпером «Торпедо», в сезоне-1959/60 — вторым снайпером команды, забросив 28 шайб и уступив только Роберту Сахаровскому (36). В 1961 году завоевал серебряную медаль чемпионата СССР, будучи капитаном «Торпедо».
В сезоне-1963/64 выступал за киевское «Динамо» во второй группе класса «А», забросил 9 шайб.
Мастер спорта СССР (1957).
В 1964—1974 годах был тренером и старшим тренером киевского «Динамо» (с 1973 года — «Сокол»). С 1974 года работал тренером, позже завучем киевской ШВСМ и СДЮШОР «Сокол».
Заслуженный работник физкультуры и спорта Украины (2008).
Умер 26 октября 2011 года в Киеве. Похоронен на Байковом кладбище в Киеве.

## Семья
Жена — Марина Глебовна Шичкова (1930—2007).